# Mariano de Cavia
Mariano Francisco de Cavia y Lac (Saragossa, 25 de setembre de 1855 – Madrid, 14 de juliol de 1920) va ser un periodista espanyol, acadèmic de la Reial Acadèmia Espanyola.

## Biografia
Va néixer el 25 de setembre de 1855 a Saragossa, ciutat a la que sempre va lloar. Va ser fill del notari Francisco Cavia i de María Anselma Lac. Va estudiar humanitats en el col·legi dels jesuïtes de Carrión de los Condes, però va tornar a Saragossa als quinze anys per més tard cursar la carrera de Dret, que no va acabar. Durant aquesta època va col·laborar amb la Revista de Aragón, Diario de Avisos de Saragossa, Diario de Zaragoza i El Cocinero, i en 1881 va fundar El Chin-Chin, un setmanari satíric que només va durar sis setmanes. A més va tenir un festeig amb Pilar Alvira, però l'oposició de les famílies va fer que la relació es trenqués.
Ja en 1881 va decidir anar a Madrid i va ingressar aquest mateix any a El Liberal, on va treballar durant cinc anys, excepte un període de cinc mesos durant els quals va ser director del Diario Democrático de Tarragona. En 1895 va ingressar a el Heraldo de Madrid, on va estar un molt breu període després del qual es va passar a El Imparcial, on va publicar el seu primer article, La misa del ateo, i va estar treballant-hi fins a 1917.
Va tenir una permanent defensa i elogi de les grans figures aragoneses de la Història i de la seva època. Alhora va ser un comentarista independent de l'actualitat política. Va ser liberal, però no va militar en cap partit polític. Va estar sempre apartat de la política; però era un liberal tolerant amb tots, amb les idees i amb les persones.
El 24 de gener de 1916 el rei Alfons XIII li va lliurar la Gran Creu de l'Orde d'Alfons XII en atenció als rellevants serveis prestats a la cultura nacional i poc després l'ajuntament de Saragossa el va nomenar fill meritíssim de la ciutat.
El 24 de febrer de 1916 la Reial Acadèmia Espanyola li va atorgar per unanimitat la butaca de la lletra A, però no va arribar a ingressar a causa del seu estat de salut. cal destacar que el seu discurs hauria estat sobre l'aragonès, que coneixia perfectament encara que sempre va defensar l'ús de l'espanyol.
Va ser conegut per les seves cròniques publicades en els diaris madrilenys de l'època (El Liberal, El Imparcial, El Sol), algunes de les quals van ser recollides en llibres.
Especialment sonat va ser el seu article fictici sobre un incendi al Museu del Prado, publicat en la portada d' El Liberal en 1891. Cavia ho va pensar com a anellada o denúncia de les pèssimes condicions de seguretat del museu. Molts lectors de Madrid no van arribar a llegir la notícia completa, i donant-la per bona, van córrer al Passeig del Prado a comprovar el desastre. Després de descriure un paorós foc i la destrucció de la pinacoteca completa, només al final de l'article Cavia aclaria que tota la crònica era fictícia... si bé podia convertir-se en realitat qualsevol dia. La controvèrsia causada per la notícia va empènyer a les autoritats a adoptar algunes mesures en el museu.

## Obres
- División de plaza (Las fiestas de toros defendidas por «Sobaquillo»); F. Bueno y Cía., Madrid, 1887.
- Revista Cómica de la Exposición de Pinturas de 1887; F. Baena, Madrid, 1887.
- De pitón a pitón (crónicas taurinas, por «Sobaquillo», con prólogo de Mariano de Cavia); Librería de Fernando Fe, Madrid, 1891.
- Azotes y galeras (artículos); Librería de Fernando Fe, Madrid, 1891.
- Salpicón (artículos); Librería de Fernando Fe, Madrid, 1892.
- Cuentos en guerrilla; Antonio López, editor, Librería Española, Barcelona, Colección Diamante, n.º 54.
- Grageas (páginas de oro); Madrid, 1901.
- Limpia y fija... (por «Un chico del Instituto», con prólogo de Adolfo Bonilla y San Martín); Renacimiento, Madrid, 1922.
- Chácharas (prologadas por José Ortega Manilla); Renacimiento, Madrid, 1922.
- Notas de «Sobaquillo»; Renacimiento, Madrid, 1923.